# Aquincum Institute of Technology
Az Aquincum Institute of Technology (AIT) egy magánegyetem Budapesten, melyet Bojár Gábor vállalkozó alapított a Graphisoft Parkban. Az AIT diákjai főként amerikai egyetemek hallgatói, akik az európai Erasmus-programhoz hasonló féléves részképzésen vesznek részt Magyarországon.

## Története
Bojár Gábor 2007-ben eladta az általa alapított nagy sikerű Graphisoftot a német Nemetschek szoftvercégnek. Az ebből származó 95 millió euró nagy részét az AIT magánegyetem létrehozásába fektette. Saját bevallása szerint ezzel az emberi tőkébe fektetett be.
Az AIT az első szemeszterét 2011 tavaszán hirdette meg. 2016-ra a végzett hallgatók száma már 371, melynek több mint háromnegyede Amerika 51 különböző egyeteméről jövő amerikai, negyede pedig a BME-ről jövő magyar mérnökhallgató.

## Képzési programja
A képzéseken amerikai egyetemek hallgatói számára nyújtanak féléves, esetenként meghosszabbítható részképzést. Emellett a Budapesti Műszaki és Gazdaságtudományi Egyetem mérnökhallgatói (azon belül elsősorban a villamosmérnök, informatikus, fizikus vagy műszaki menedzser szakok hallgatói) is pályázhatnak a képzésen való részvételre.
Az AIT főleg számítástudománnyal, formatervezéssel, szoftverfejlesztéssel, matematikával kapcsolatos témakörökben nyújt képzést. Az amerikai diákok emellett magyar és európai kultúrával kapcsolatos képzéseken is részt vehetnek, például magyar nyelvről, zenéről és filmművészetről tanulhatnak.
A képzést összehangolják a Budapest Semesters in Mathematics (BSM) hasonló részképzésével, így a hazánkba látogató diákok a két képzési programot variálva egyéni tanrendet állíthatnak össze saját előképzettségüknek és érdeklődésüknek megfelelően. Egyes tantárgyak negyedévesek, így félév közben is lehet az órarenden változtatni.
A kurzusok jellemző létszáma 5-15 fő, melyet egy-két előadó tart, így egy oktatóra átlagosan kevés hallgató jut. Ez segíti az órai interakciót és könnyen alakulnak ki közvetlen tanár-diák szakmai kapcsolatok. A tanárok munkájáról a félév végén értékelést adnak a diákok, melyet az AIT nagy súllyal vesz figyelembe a későbbi kurzusok óraadóinak kiválasztásakor.
A hagyományos őszi és tavaszi féléves képzéseken kívül az AIT egyéb programokat is szervez. Ilyenek például a nyári iskola, szakmai gyakorlatok magyar IT-cégeknél (pl. a Prezinél vagy a LogMeIn-nél), illetve különféle tanórán kívüli programok, például városnézés Budapesten, opera- vagy koncertlátogatás, gyógyfürdőzés, közös túrázás, filmklub és bortúra Tokajon, stb.

## Tanári kara
Az AIT vonzerejének egyik oka, hogy olyan, többségében magyar vagy magyar származású előadók vesznek részt a hallgatók képzésében, akik neve amerikai szakmai körökben is ismert lehet.
A szakmai program vezetője Recski András matematikus, a BME oktatója. Teljesség igénye nélkül a tanári kar meghatározóbb alakjai: Babai László matematikus, Barabási Albert László fizikus, Benczúr András matematikus, Falus András immunológus, Daniel L. Goroff matematikus, Kertész János fizikus, Anthony Knerr, Kroó Norbert fizikus, Lovász László matematikus, Rubik Ernő építész, Charles Simonyi szoftverfejlesztő. A tényleges kurzusokat főleg műegyetemi tanárok, egyes magyar kutatóintézetek, pl. a SZTAKI munkatársai és egyéb meghívott előadók tartják.